# Cayo Furnio
Cayo o Gayo Furnio  fue un político y militar romano del siglo I a. C.

## Familia
Furnio fue miembro de la gens Furnia e hijo del antoniano Cayo Furnio.

## Carrera pública
Consiguió que Augusto perdonara a su padre tras la batalla de Accio. Fue legado de la Hispania Citerior entre los años 22 y 19 a. C., donde emprendió acciones militares en las guerras contra los cántabros y los astures, y cónsul en el año 17 a. C.